# بوينغ في سي-137 سي سام 26000
بوينغ في سي-137 سي سام 26000 هي طائرة بوينغ، استخدمها ثلاثة من الرؤساء الأمريكين وهم جون كينيدي وليندون جونسون وريتشارد نيكسون في تنقلاتهم. وتسمى أيضا في سلاح الجو الأمريكي بطائرة «سلاح الجو واحد» عندما يكون الرئيس على متنها.

## كينيدي وجونسون

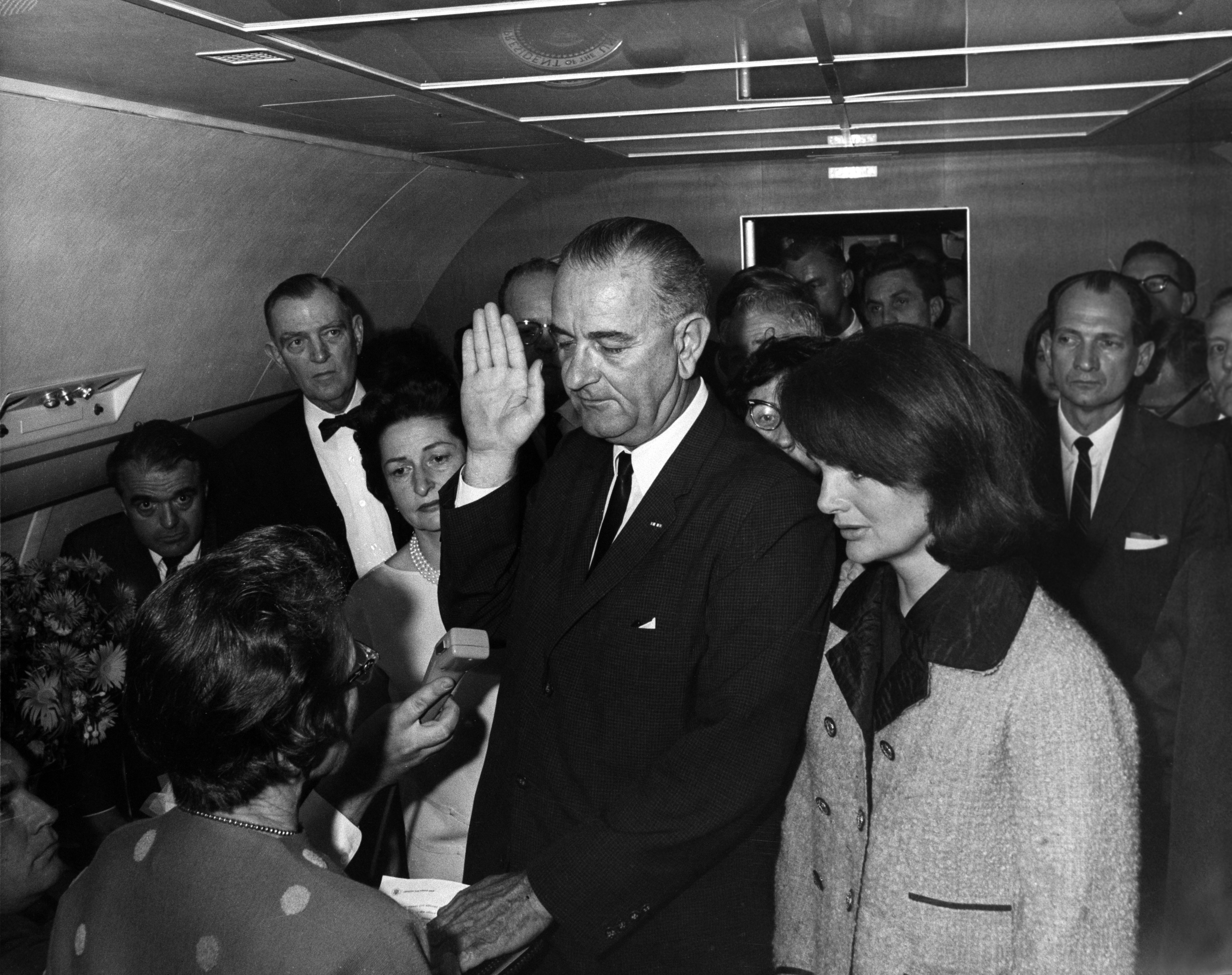
نائب الرئيس ليندون جونسون في الطائرة الرئاسية في مطار حب دالاس في 22 نوفمبر 1963، يرفع يده اليمنى للقسم الرئاسي ويقف بجانبه زوجته ليدي بيرد جونسون وجاكلين كينيدي زوجة جون كينيدي بعد ساعتين من اغتيال الرئيس جون ف. كينيدي.

في 22 نوفمبر 1963 اغتيل الرئيس جون كينيدي في الساعة 12:30 بعد الظهر في شارع إلم في وسط مدينة دالاس وإنتظرت الليموزين الجوي عودة الرئيس وبعد ساعتين من اغتيال الرئيس جون كينيدي أدى نائب الرئيس ليندون جونسون القسم الرئاسي في الطائرة الرئاسية في مطار دالاس.